# Брук, Руперт
Руперт Чоунер Брук (англ. Rupert Chawner Brooke; 3 августа 1887 г., Рагби, Уорикшир — 23 апреля 1915 г., близ о-ва Скирос) — английский поэт, известный своими идеалистическими военными сонетами, написанными в период Первой мировой войны.

## Биография
Был вторым ребёнком из трёх в семье Уильяма Паркера Брука, школьного учителя, и Рут Мэри Брук, урождённой Коттерил. Образование получил в школе Хиллброу и школе Рагби.
Во время своего путешествия по Европе Брук написал диссертацию «Джон Вебстер и Елизаветинская драма», благодаря которой получил стипендию на обучение в Королевском колледже в Кембридже, где стал членом интеллектуального общества «Кембриджские апостолы» и принял участие в основании театрального «Общества Марло». Друзей и единомышленников Брук нашёл в группе Блумсберри, некоторые члены которой в открытую восхищались талантом молодого поэта. Также он принадлежал к сообществу поэтов-георгианцев.

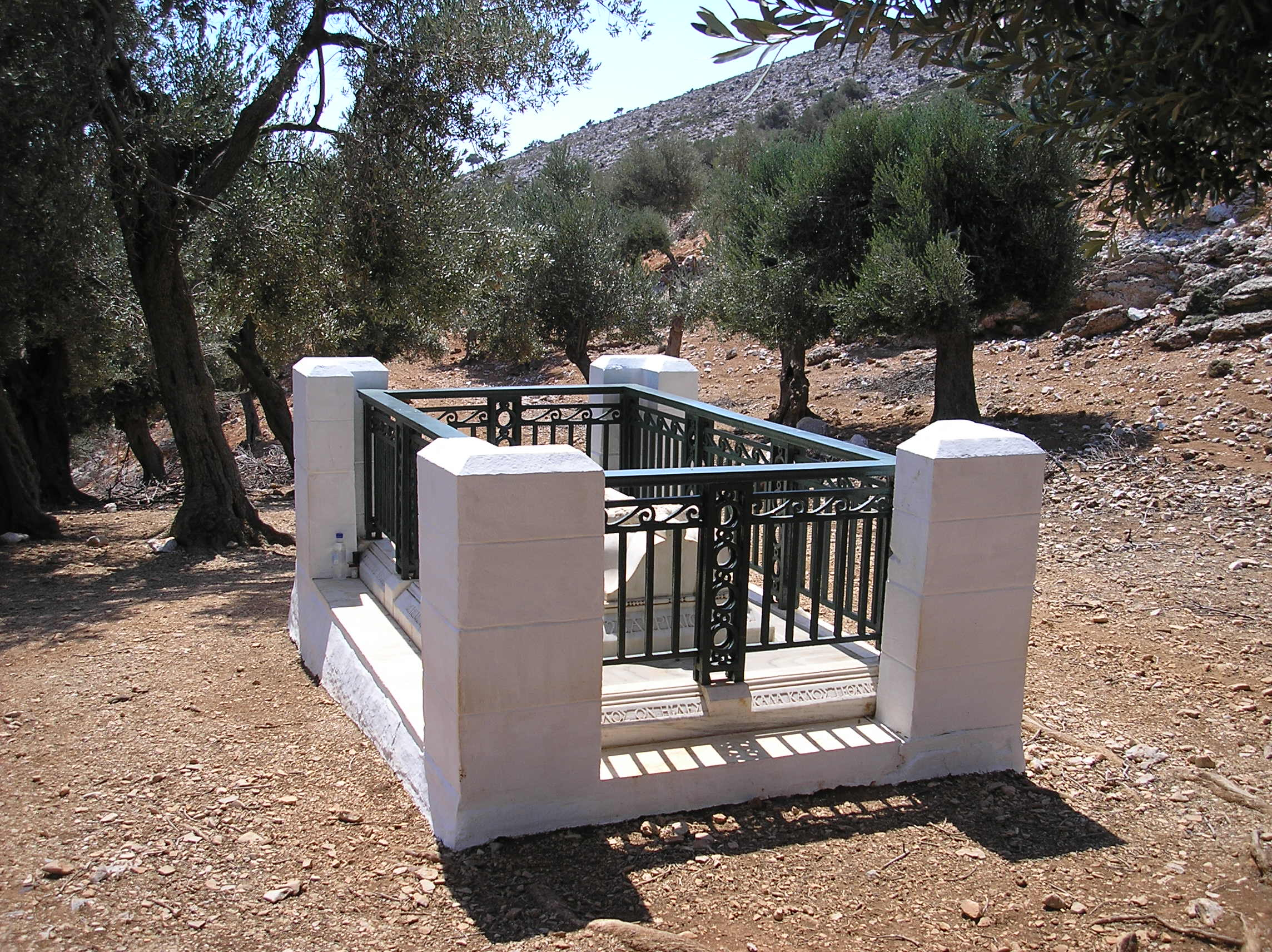
Могила Руперта Брука на острове Скирос

В 1913 году Брук пережил серьёзный эмоциональный кризис, вызванный разрывом длительных отношений с его спутницей жизни Кэтрин Лэрд Кокс. Чтобы восстановить силы, он отправился в путешествие по Соединённым Штатам и Канаде, ведя путевые заметки для Westminster Gazette. В то же время он познакомился с английской актрисой Кэтлин Несбитт, которой посвятил несколько любовных сонетов. С началом Первой мировой войны он завербовался в резерв военно-морских сил, где получил должность младшего лейтенанта. В октябре 1914 года Брук принял участие в Антверпенской экспедиции, а в 1915 году вошёл в состав Средиземноморских экспедиционных сил, чтобы принять участие в Дарданелльской операции. Однако в феврале он заразился сепсисом. Брук скончался 23 апреля 1915 года на французском плавучем госпитале недалеко от острова Скирос, на котором и был похоронен. Памяти Брука его сослуживец, композитор Фредерик Келли, посвятил Элегию для струнного оркестра.
Руперт Брук, столь рано ушедший из жизни, оставил ряд ярких произведений. Таковыми, к примеру, являются сонеты, сложенные поэтом в Первую мировую, одним из наиболее известных среди которых является «Солдат» (англ. The Soldier).